# Пуебла-де-Лільйо
Пуебла-де-Лільйо (ісп. Puebla de Lillo) — муніципалітет в Іспанії, у складі автономної спільноти Кастилія-і-Леон, у провінції Леон. Населення — 682 особи (2010).
Муніципалітет розташований на відстані близько 320 км на північний захід від Мадрида, 50 км на північний схід від Леона.
На території муніципалітету розташовані такі населені пункти: (дані про населення за 2010 рік)
- Кофіньяль: 145 осіб
- Ісоба: 20 осіб
- Редіпольйос: 53 особи
- Сан-Сібріан: 13 осіб
- Сольє: 45 осіб
- Пуебла-де-Лільйо: 396 осіб
- Сан-Ісідро: 10 осіб

## Демографія
Динаміка населення (INE ):